# Bițu Fălticineanu
Bițu Fălticineanu (n. 16 aprilie 1925, Sibiu, România – d. 5 ianuarie 2012, București, România) a fost un regizor român.

## Biografie
Regizorul Bițu Fălticineanu s-a născut pe 16 aprilie 1925, la Sibiu. De-a lungul carierei sale, Bițu Fălticineanu a lucrat cu artiști care au contribuit la gloria Teatrului de Revistă "Constantin Tănase" și a lansat cupluri celebre - Stela Popescu și Alexandru Arșinel, Nae Lăzărescu și Vasile Muraru.
În stagiunea 2011 - 2012 a Teatrului de Revistă "Constantin Tănase" au fost jucate spectacolele sale "Aplauze, Aplauze", "Idolii femeilor", "Revista Revistelor", "Arca lui Nae și Vasile". De asemenea, el a semnat regia spectacolelor "Alo, aici e Stroe!", dedicat aniversării a 105 de ani de la nașterea actorului Nicolae Stroe și a 80 de ani de la debutul celebrului cuplu de comici Stroe și Vasilache, și "Veselia nu-i în criză", premiera stagiunii estivale 2011.

## Decesul
A murit joi 5 ianuarie 2012, la 86 de ani.

## Distincții
- Ordinul Meritul Cultural clasa a V-a (12 septembrie 1968) „pentru merite deosebite în activitatea muzicală”[1]